# Klovholmen, Borgå
Klovholmen är en ö i Finland. Den ligger i Finska viken och i kommunen Borgå i landskapet Nyland, i den södra delen av landet. Ön ligger omkring 55 kilometer öster om Helsingfors.
Öns area är 2,4 hektar och dess största längd är 270 meter i öst-västlig riktning.